# Sfântul Sava Főgimnázium
A bukaresti Sfântul Sava Főgimnázium (Colegiul Național Sfântul Sava) Románia legjobb középiskolája.

## Története
Șerban Cantacuzino fejedelem 1679-1680-ban iskolát alapított fivére, Constantin Cantacuzino javaslatára; ezt az iskolát Constantin Brâncoveanu fejedelem 1694-ben Fejedelmi Akadémiává (Academia Domnească) alakította át. Az akadémia első igazgatója Szevasztósz Kiminítisz lett. Az oktatás a görög-latin klasszikusokon alapult. Az akadémia a havasalföldi elit képzését szolgálta, tanulói az uralkodó és a nagyurak gyermekei voltak. Az intézmény Balkán-szerte híressé vált; a konstantinápolyi pátriárka is küldött ide diákokat. Az oktatás eleinte görög nyelven folyt, majd az 1770-es években nagyobb hangsúlyt fektettek a latin nyelvre, és bevezették a francia és olasz nyelv oktatását is. Alexandru Ipsilanti fejedelem újjászervezte az iskolát, növelte a tanárok számát, és az tanulók között helyet kaptak az alsóbb osztályokból származók is.
Az 1806-1812-es háborús időszakban az iskola működése megszakadt, de 1814-től Ioan Caragea uralkodása idején új lendületet kapott, a tanulók száma 320-ra növekedett, és az iskola kikerült a kolostor fennhatósága alól. 1818. március 24-étől (Gergely-naptár szerint április 5.) az oktatás Gheorghe Lazăr irányításával román nyelven folyt. 1818-tól az intézmény neve Școala Națională Sfântul Sava, 1832/33-tól pedig Colegiul Național Sfântul Sava lett. 1821-ben az iskola megszakította tevékenységét, mert Gheorghe Lazăr és diákjai  részt vettek a Tudor Vladimirescu-féle felkelésben; a felkelés leverése után az oktatás újraindult, de 1823-ban Lazăr súlyosbodó betegsége miatt az iskola megszűnt, és csak 1831-ben indult újra.
1836-ban könyvtárat állítottak fel.
Az 1848-as havasalföldi forradalomban jelentős szerepe volt az iskola tanáraiból és diákjaiból alakult csoportnak.
1859. augusztus 25-én (Gergely-naptár szerint szeptember 6.) jogtudományi kar,  1863-ban természettudományi és bölcsészettudományi kar létesült, ezekből alakult meg 1864-ben a Bukaresti Egyetem.
1948 és 1990 között az iskola híres diákja, Nicolae Bălcescu nevét viselte.

## Tagozatai
A 2023/24-es tanévben filológia, természettudomány és matematika-informatika szakos osztályok indultak; a két matematika-informatika osztály közül az egyik kéttannyelvű (román-angol) volt. A felvételhez legalább 9,66-os (filológia), 9,77 (matematika-informatika), 9,87 (természettudomány) illetve 9,89 (kéttannyelvű matematika-informatika) pont volt szükséges a maximálisan elérhető 10-ből.

## Eredmények
A 2022/23-as tanévben az iskola 977 diákjából 105-nek a tanulmányi átlaga a maximálisan elérhető 10,00 volt, (ez a maximálisan elérhető), 828-nak a  9,00-9,99 között, 39 tanulónak 8,00-8,99 között, 2 tanulónak 7,00-7,99 között; hárman buktak meg.
2014 és 2023 között évente két-háromszáz diák érettségizett a gimnáziumban. A sikeresen érettségizők aránya 98,9%-100% között volt. A 2023-ban érettségizettek közül mindenki sikeresen felvételizett a felsőoktatásba; 41 fő külföldön (Hollandia, Olaszország, Egyesült Királyság, Spanyolország, Írország, Amerikai Egyesült Államok, Franciaország, Svájc, Belgium, Kína) tanult tovább.

## Híres tanárai
- Tudor Arghezi[22]
- Henri Coandă[22]
- Barbu Ștefănescu Delavrancea[22]
- Conradi Norbert[23] piarista rendi tanár, költő
- Gala Galaction[22]
- Spiru Haret[22]
- Iulia Hașdeu[22]
- Ion Heliade-Rădulescu[24] író, nyelvész, a Román Akadémia első elnöke
- Manaszísz Iliádisz(wd)[25] orvos, filozófia- és matematikaprofesszor, 1780-tól az intézmény rektora
- Eugène Ionesco[26] író
- Nicolae Iorga[22]
- Gheorghe Lazăr[13] pedagógus, író
- Ioan Maiorescu[27] nyelvész, történetíró
- Eftimie Murgu[28] politikus, forradalmár
- Anton Pann[22]
- Camil Petrescu[22]
- Eufrosin Poteca(wd)[29] szerzetes, teológus
- George Topîrceanu[22]
- August Treboniu Laurian(wd)[30] nyelvész, történész, politikus
- Jean Alexandre Vaillant(wd)[31] történész, nyelvész
- Carol Wallenstein de Vella(wd)[32] festő

## Híres diákjai
- Grigore Alexandrescu[22] költő
- Theodor Aman(wd)[33] festő
- Tudor Arghezi[34] költő
- Nicolae Bălcescu[22] történész, író
- Dimitrie Bolintineanu(wd)[14] író, költő, politikus
- Cezar Bolliac(wd)[14] költő, újságíró
- Constantin I. C. Brătianu(wd)[22] mérnök, politikus
- Ion Câmpineanu(wd)[11] bojár, az 1848-as forradalom résztvevője
- N. D. Cocea(wd)[34] író, újságíró
- Barbu Ștefănescu Delavrancea[35] író
- Ion Gheorghe Duca(wd)[22] miniszterelnök
- Nicolae Filimon[14] író
- Dionisie Fotino(wd)[11] történész
- Gala Galaction(wd)[34] író, újságíró, teológus
- Ion Ghica[14] államférfi
- Dinicu Golescu(wd)[11] bojár, utazó, naplóíró
- Ion Heliade-Rădulescu[24] író, nyelvész, a Román Akadémia első elnöke
- Manaszísz Iliádisz(wd)[25] orvos, filozófia- és matematikaprofesszor, 1780-tól az intézmény rektora
- Eugène Ionesco[26] író
- Take Ionescu(wd)[22] miniszterelnök
- Gheorghe Lazăr[22] pedagógus, író
- Ştefan Luchian[33] festő
- George Macovescu(wd)[36]
- I. Mihály román király[22]
- Adrian Năstase[22] miniszterelnök
- Constantin I. Nottara(wd)[33] színész
- Partenij Pavlovics(wd)[37] bolgár ortodox archimandrita, író
- Călin Popescu-Tăriceanu[22] miniszterelnök
- Constantin Alexandru Rosetti[22] politikus, publicista
- Alexandru Sahia[38] író
- Sándor József[39] politikus, néprajzkutató
- Cristian Tell[33] tábornok
- Corneliu Vadim Tudor[40] költő, író, újságíró, politikus